# Brooksetta viridicata
Brooksetta viridicata är en insektsart som först beskrevs av Philip Reese Uhler 1895.  Brooksetta viridicata ingår i släktet Brooksetta och familjen ängsskinnbaggar. Inga underarter finns listade i Catalogue of Life.